# Nosferatu wampir
Nosferatu wampir (niem. Nosferatu: Phantom der Nacht) – niemiecko-francuski film grozy z 1979 w reżyserii Wernera Herzoga.
Film jest zarówno ekranizacją powieści Dracula Brama Stokera jak i remakiem filmu Nosferatu – symfonia grozy z 1922; spotkał się z pozytywną oceną krytyki i połączył sukces artystyczny z komercyjnym.

## Obsada
- Klaus Kinski – hrabia Dracula
- Bruno Ganz – Jonathan Harker
- Isabelle Adjani – Lucy Harker
- Constanze Engelbrecht – Lucy Harker (głos)
- Walter Ladengast(inne języki) – doktor van Helsing
- Roland Topor – Reinfeld
- Horst Sachtleben – Reinfeld (głos)
- Jacques Dufilho(inne języki) – kapitan statku
- Leo Bardischewski – kapitan statku (głos)
- Dan van Husen – strażnik
- Jan Groth – kapitan portu
- Carsten Bodinus – Schrader
- Martje Grohmann – Mina
- Rijk de Gooyer – urzędnik miejski
- Fred Maire –
  - urzędnik miejski (głos),
  - lord na bankiecie (głos)
- Lo van Hensbergen – asystent urzędnika miejskiego
- Norbert Gastell –
  - asystent urzędnika miejskiego (głos),
  - furman (głos)
- Clemens Scheitz – biuralista
- John Leddy – furman
- Margriet van Hartingsveld – kobieta
- Tim Beekman – karawaniarz
- Michael Edols – lord na bankiecie

## Fabuła
Wismar w XIX wieku. Jonathan Harker otrzymuje list od hrabiego Draculi z Transylwanii z prośbą o jak najszybszy przyjazd. Jego żona Lucy, mając złe przeczucia, początkowo nie zgadza się na wyjazd, jednak w końcu ulega. Wbrew pozorom to nie strach stanowi motyw przewodni filmu, lecz samotność. Wampir jest na wskroś ludzki; pragnie miłości i zrozumienia.